# Edmond Bénard
Pour les articles homonymes, voir Bénard.
Edmond Bénard, né le 15 mars 1838 à Paris et mort le 7 novembre 1907, est un photographe et éditeur d'art français.

## Biographie

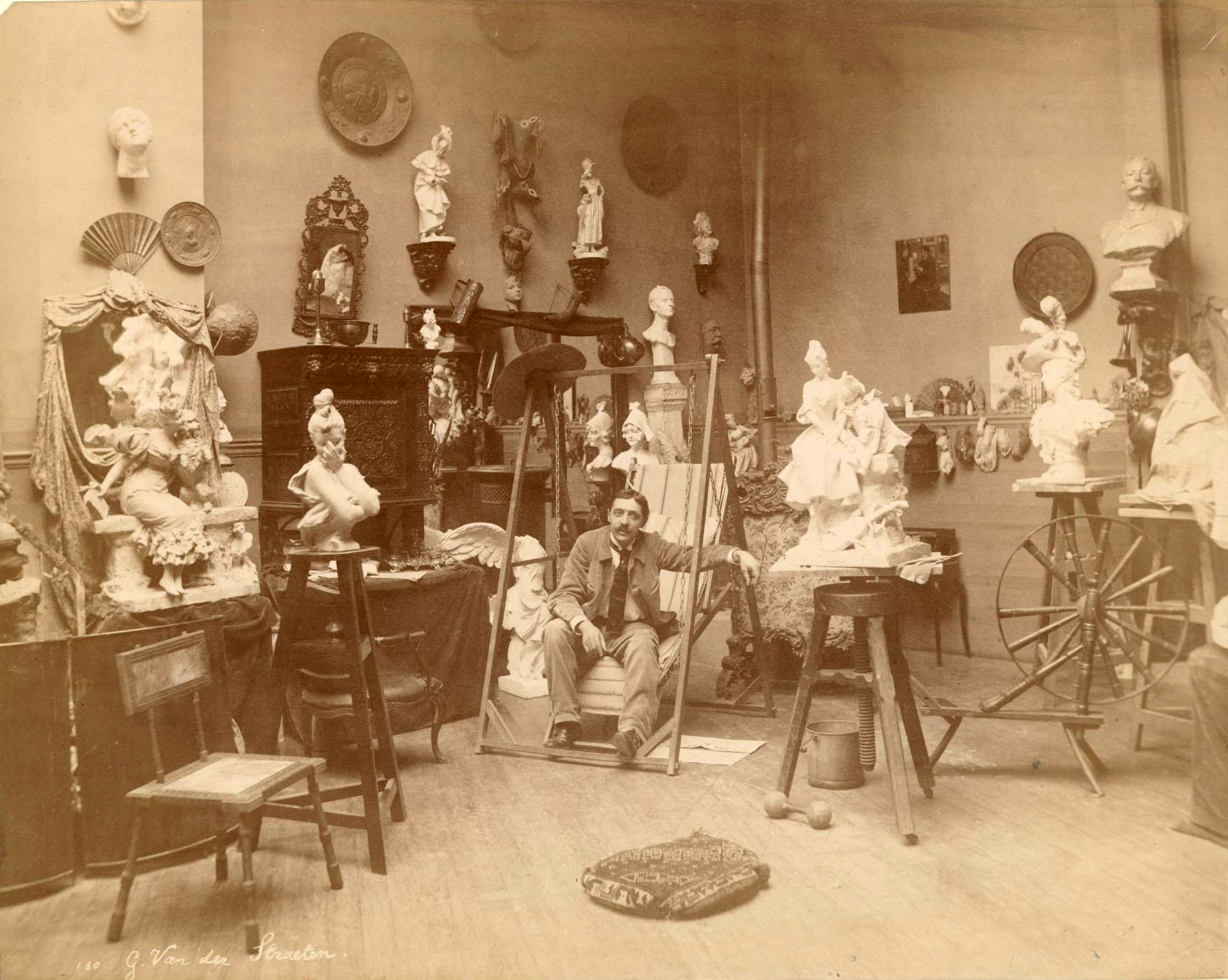
Georges Van der Straeten dans son atelier, photographie de la série Artistes chez eux, New York, The Frick Collection.

L'activité de photographe d'Edmond Bénard est renseignée à partir de 1862, alors qu'il expose des portraits et des reproductions à la Société française de photographie, dont il est adhérent.
Il s'établit au no 4 rue Maître-Albert à Paris en 1854. Edmond Bénard est réputé pour sa série de vues d'ateliers d'artistes contemporains (Artistes chez eux), prise dans les années 1880-1890, et qu'il dépose à la Bibliothèque nationale de France entre 1890 et 1899. Ces photographies représentent des intérieurs d'artistes exposant au Salon, dans des décors surchargés d'objets décoratifs, tentures, accessoires, mobilier de style Louis XIII ou du Moyen-Orient, alors en vogue,. Cette série photographique ouvrira la voie à celle de Dornac, Contemporains chez eux, réalisée de 1887 à 1917.
Par ailleurs, Edmond Bénard est, dès 1862, un membre de la loge maçonnique des Sept Écossais Réunis, où il rencontre le photographe Eugène Pirou. Il deviendra le vénérable de cette loge entre 1866 et 1868.

## Collections
- Bibliothèque de l'Institut national d'histoire de l'art, Paris : Ateliers d'artistes, cinq albums de photographies d'Edmond Bénard y sont conservés et numérisés en accès libre : Album 1, Album 2, Album 3, Album 4, Album 5.